# António José Fernandes de Sousa
António José Fernandes de Sousa (São Jorge de Arroios, Lisboa, 18 de febrero de 1955) es un economista portugués. Fue gobernador del Banco de Portugal de 1994 a 2000.

## Biografía
Licenciado en Administración y Gestión de Empresas por la Facultad de Ciencias Económicas y Empresariales (hoy Católica Lisbon School of Business & Economics) de la Universidad Católica Portuguesa en 1977, en 1983 hizo el doctorado en gestión de Empresas por la Wharton School, de la Universidad de Pensilvania, en los Estados Unidos.
Fue profesor en la Universidad Católica Portuguesa de 1975 a 1991, habiendo sido director del Departamento de Gestión de la Facultad de Ciencias Humanas y miembro de su Consejo Superior de 1986 a 1992. Entre 1986 y 1987 fue administrador del IPE (Inversiones y Participaciones del Estado). De 1987 a 1989 fue Secretario de Estado de la Industria, y de 1989 a 1991 Administrador del Banco Totta & Azores. Fue Secretario de Estado-Adjunto y del Comercio Externo, entre 1991 y 1993, y Secretario de Estado-Adjunto y de las Finanzas, de 1991 a 1994. De marzo de 2000 a septiembre de 2004 fue presidente del consejo de administración de la Caja General de Depósitos.
Fue el 14.º gobernador del Banco de Portugal, entre junio de 1994 y febrero de 2000. Durante su cargo preparó la adhesión al euro y controló la inflación. Es miembro del Consejo Consultivo del Banco de Portugal.